# Santa Cruz de la Zarza
Santa Cruz de la Zarza é um município da Espanha na província de Toledo, comunidade autónoma de Castela-Mancha. Tem 264,54 km² de área e em 2021 tinha 4 085 habitantes (densidade: 15,4 hab./km²).
A sua economia, anteriormente baseada exclusivamente na agricultura (vinhedos, oliveiras e cereais), evoluiu cada vez mais para a indústria, graças ao estabelecimento de fábricas e ateliers diversos.
As suas festas "patronais" na honra da Nossa Senhora do Rosário têm lugar para o fim do mês de Agosto.

## História
A cidade foi um centro importante de comunicações e praça forte a partir da época romana, visigoda e árabe, dada a sua situação sobre o vale do Tejo.
Santa Cruz é rendido à Ordem Militar de Santiago em 1175. Após a sua confirmação pelo papa Aleixandro III a esta data há "encomienda".
Em 1242, sob "maestrazgo" de Rodrigo Iñiguez, e pela sua importância crescente, a cidade torna-se cabeça da "encomienda" de Santiago. Em 1253, o mestre da Ordem dom Pelay Pérez Correa concede-lhe a sua Carta de Fundação.

## Demografia
| Variação demográfica do município entre 1991 e 2004 | Variação demográfica do município entre 1991 e 2004 | Variação demográfica do município entre 1991 e 2004 | Variação demográfica do município entre 1991 e 2004 |
| --------------------------------------------------- | --------------------------------------------------- | --------------------------------------------------- | --------------------------------------------------- |
| 1991                                                | 1996                                                | 2001                                                | 2004                                                |
| 4302                                                | 4439                                                | 4505                                                | 4681                                                |